# 于格大帝
于格二世（1007年—1025年9月17日），也被称为大于格或于格大帝，是卡佩王朝法兰克人的国王罗贝尔二世与其第三任王后阿尔勒的康斯坦丝的长子，也是其父王的共治国王（1017年—1025年在位），属于卡佩王朝的直系卡佩王室。

## 生平
由于卡佩王朝创立不久，统治极其脆弱，王朝的开创者于格·卡佩便想出了一个办法，在他生前就为儿子罗贝尔加冕为共治国王，是为罗贝尔二世，父子两个国王共治，以确保王位不失。罗贝尔二世一直到他父王死后才开始单独执政，也是他真正统治的开始。
于格出生于1007年，当他10岁时，年龄已经足够大了，他的父王罗贝尔二世便如法炮制，为他加冕。于格于1017年7月9日或7月19日在贡比涅被加冕为法兰克人的国王，与父王罗贝尔二世共治，是为于格二世。虽然如此，待他长大后，他开始反对他的父王了。
据说，于格二世生前曾娶哈维萨（或）或瓦斯特的亨利之女阿瓦的伊丽莎白（Elisabeth d'Avoye）为妻，后者在于格死后改嫁科尔贝伯爵哈蒙管家（Hamon Dapifer Crevecouer）。
在1025年或1026年，正当于格二世准备发动推翻他父王的叛乱时，他在贡比涅摔下马来而驾崩，年约18岁。他死后，最大的弟弟亨利成为罗贝尔二世第二位共治者，是为亨利一世，并在罗贝尔死后成为单独执政的法兰克人的国王。
法国历史学家拉尔夫·格拉博对这位英年早逝的国王推崇备至，他写道：“我的笔无法描绘他所展现出的所有伟大和优良的品质……总之，他比最好的还要好。没有一首挽歌可以唱出他的优点。”
由於于格二世在共治期间已经驾崩，所以一般不将他列入法国国王之列。